# MELT MY MEMORY
MELT MY MEMORY （メルト・ マイ・メモリー）は、日本のロックバンド。略称は「メルメモ」。略表記はMMM。

## メンバー
- YUSUKE（ユウスケ）・（レッド）：ボーカル
- YUCHASO（ユーチャソ ）・（ブルー）：（ボーカル・ギター）
- SACACKY（サカッキー）・（グリーン）：ギター
- REN（レン）・（ピンク）：ベース
- HARAGE（ハラゲ）・（ブラック）：ドラム（サポート）

## 概要
2014年名古屋で結成。読者モデル「ゆーちゃそ王子」率いる人気急上昇5人組ロックバンド。2015年4月のTAKA（ボーカル）、KAZU（ドラム）、SANETO（ベース・サポート）の脱退を経て、新メンバーYUSUKE・REN・HARAGEが加入。

## ミュージックビデオ
| 曲名                    |
| 「Happy Party Days!!!」 |

## 主なライブ

### ワンマンライブ・主催イベント
- 2015年02月14日 - MELT MY PARTY Vol.1 「Happy Valentine's Day!!!」（1st mini Album 「BRIGHT TRAGEDY」リリース）
- 2015年03月30日 - MELT MY PARTY Vol.2 「Going back to normal kids lol」（メンバー脱退ライブ）

### 出演イベント
- 2014年09月28日 - アスナル金山
- 2014年10月31日 - 中京大学　学園祭
- 2014年11月02日 - 愛知学院大学　学園祭
- 2014年11月23日 - 名古屋工業大学　学園祭
- 2015年04月29日 - BOUND FOR GLORY